# Fasintsara
Fasintsara est une commune rurale malgache du district d'Ifanadiana, située dans la région de Vatovavy.

## Géographie

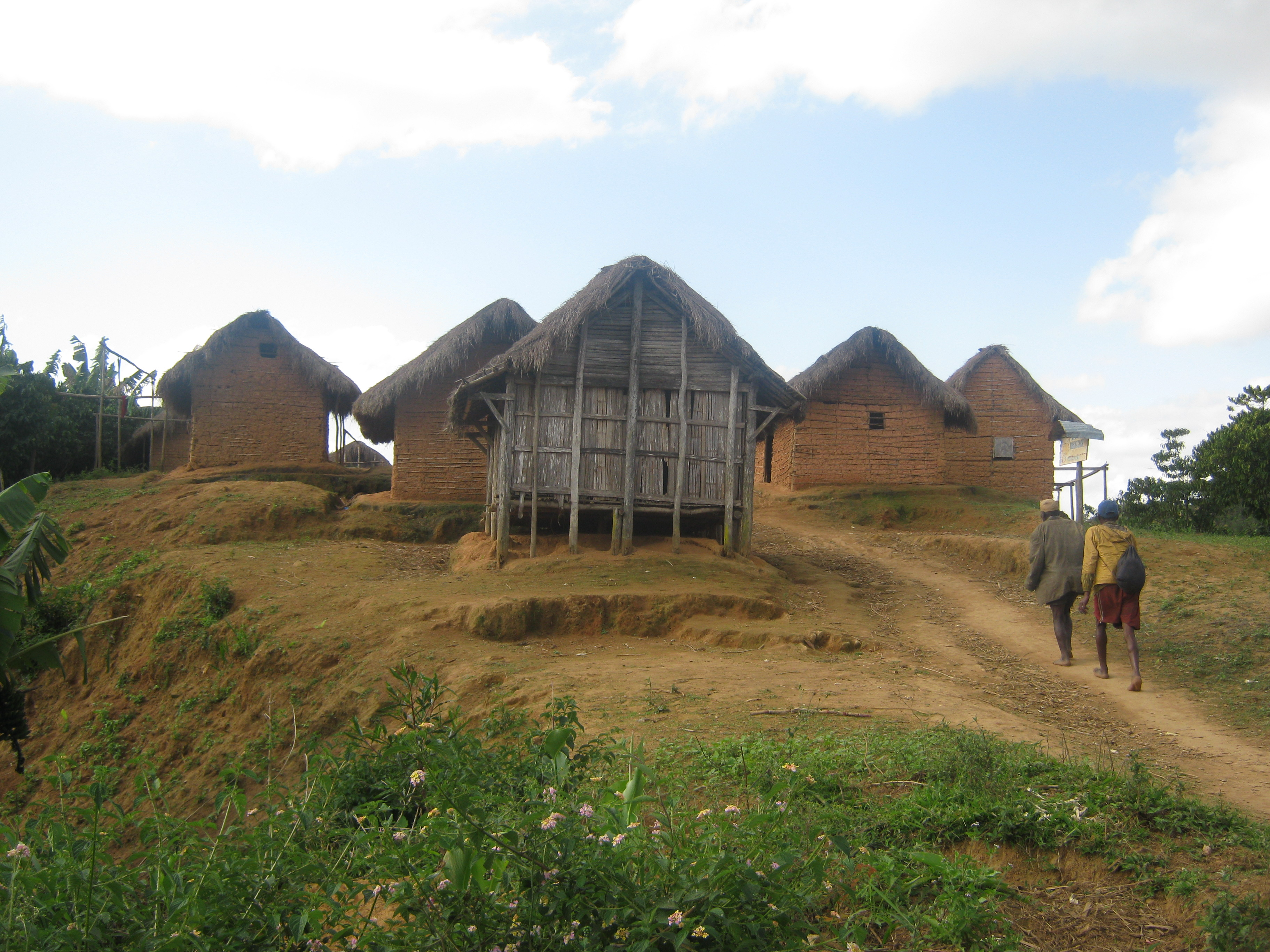
Maisons traditionnelles du village de Mahatsara, au nord de Fasintsara.

La commune se trouve à 78 kilomètres à l'est du district d'Ambositra (région Amoron'i Mania) et environ à 100 kilomètres à l'ouest du district d'Ifanadiana. Traversée par le fleuve Sakaivo, elle est formée par les villages suivants : Ambalapaiso, Ambatomanjaka, Ambinanisery, Ambodihara Nord, Ambodihara Sud, Ambodivoangy, Ambodinihaonana, Ambohitsara, Ampasimbola, Ampasinambo, Andranomaitso, Antenombelona, Befotaka, Fasintsara, Fiadanana Nord, Manakana Sud, Marovoraka, Morarano, Sahakondro, Sakavanana, Tsarakianja, Tsararivotra, Tsaratanana et Volobe. Enclavée, la commune est accessible uniquement à pied ou en moto tout-terrain.

## Population

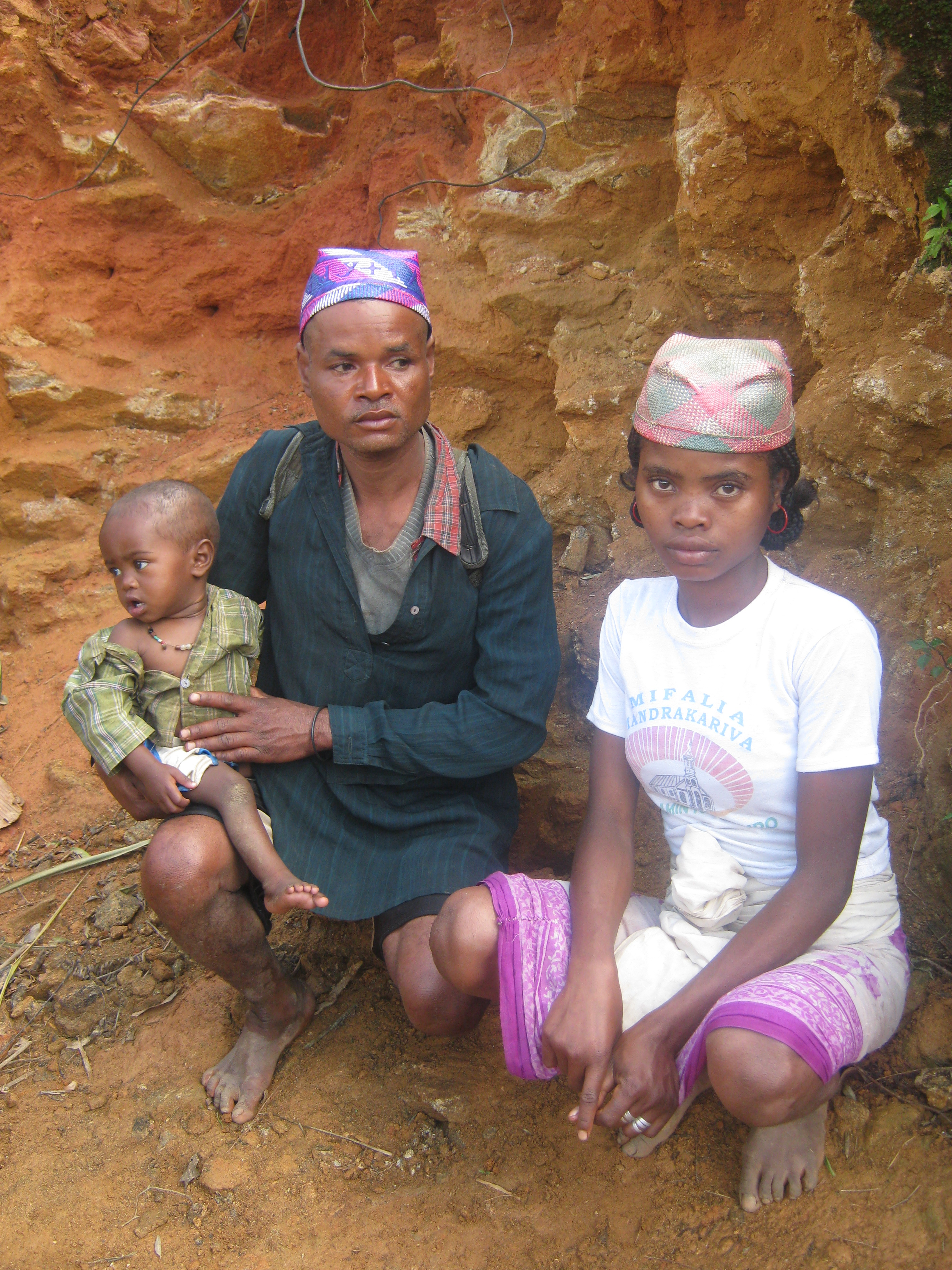
Famille Tanala.

La commune compte environ 13 000 habitants (2001). Elle est essentiellement habitée par l'ethnie Tanala, « ceux qui vivent dans la forêt ».

## Économie

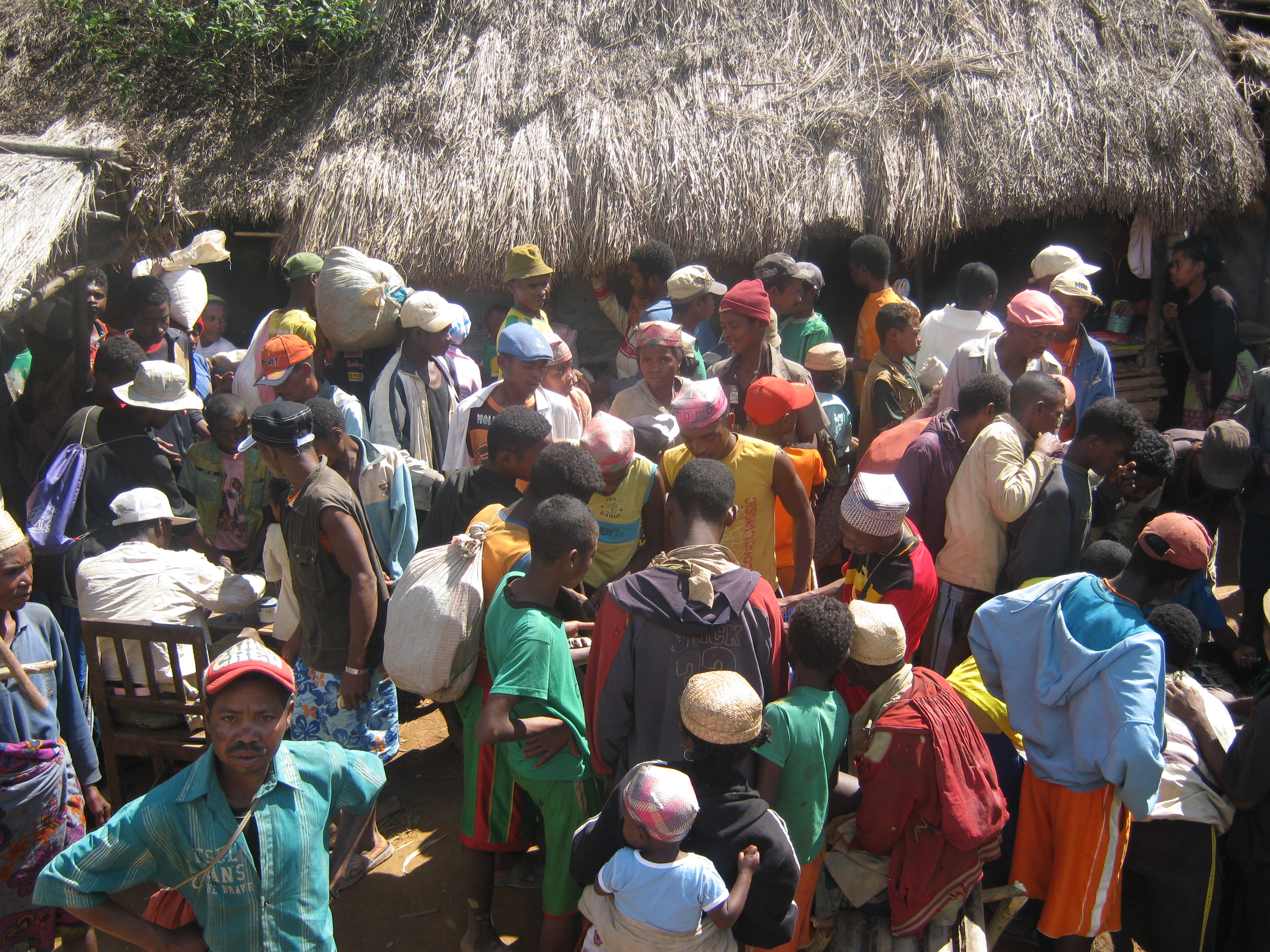
Foule au marché hebdomadaire de Fasintsara.

La commune de Fasintsara vit principalement de l'agriculture. On y pratique notamment la culture du riz, des féculents et de la canne à sucre. Cette dernière est destinée à la fabrication d'alcool local. La population pratique également l'orpaillage, le fleuve Sakaivo regorgeant de pépites. Le marché hebdomadaire de la commune a lieu le vendredi.

## Administration
Le code postal de la commune est 312, code postal du district d'Ifanadiana. L'actuel maire de Fasintsara est Nicolas Letody.